# Tom Fisher
Thomas „Tom“ Fisher (* 1968 in Camden, London) ist ein britischer Schauspieler.

## Leben
Tom Fisher hatte seine erste Rolle in Dangerous love – Lust und Begierde. Erst Mitte der 1990er Jahre jedoch erhielt er in regelmäßigen Abständen Angebote und Rollen hauptsächlich für Kinofilme. Für seine Darstellung im Filme Die neun Leben des Tomas Katz wurde Fisher 2000 mit dem International Fantasy Film Award als bester Darsteller ausgezeichnet. Kurz darauf übernahm Fisher eine Nebenrolle für das Sequel Die Mumie kehrt zurück. Später wirkte er auch in der Literaturverfilmung Van Helsing aus dem Jahr 2004 mit. Zwei Jahre später, also 2006, war Fisher in The Illusionist zu sehen.

## Filmografie (Auswahl)
- 1988: Dangerous Love – Lust und Begierde (Dangerous Love)
- 1995: T-Rex (Theodore Rex)
- 1996: Crimetime – Das Auge des Verbrechens (Crimetime)
- 1996: Mein Mann Picasso (Surviving Picasso)
- 1997: Verborgenes Feuer (Firelight)
- 1998–2008: The Bill (Fernsehserie, 3 Folgen)
- 1999: Simon Magus
- 2000: Die neun Leben des Tomas Katz (The Nine Lives of Tomas Katz)
- 2001: Enigma – Das Geheimnis (Enigma)
- 2001: Monkeybone
- 2001: Die Mumie kehrt zurück (The Mummy Returns)
- 2001, 2006: Casualty (Fernsehserie, 3 Folgen)
- 2002: Hautnah – Die Methode Hill (Wire in the Blood, Fernsehserie, 3 Folgen)
- 2003: Shanghai Knights
- 2004: Van Helsing
- 2005: To the Ends of the Earth (Miniserie)
- 2005: The Queen’s Sister (Fernsehfilm)
- 2006: The Illusionist
- 2006: Amazing Grace
- 2007: Cassandras Traum (Cassandra’s Dream)
- 2008: The Middleman (Fernsehserie, eine Folge)
- 2009: Victoria, die junge Königin (The Young Victoria)
- 2009: Spunkbubble (Kurzfilm)
- 2011: Holy Flying Circus (Fernsehfilm)
- 2011: Inspector Barnaby (Midsomer Murders, Fernsehserie, 1 Folge)
- 2012: New Tricks – Die Krimispezialisten (New Tricks, Fernsehserie, 1 Folge)
- 2012: Whitechapel (Fernsehserie, 1 Folge)
- 2017: Das Geheimnis von Marrowbone (Marrowbone)
- 2019: Harlots – Haus der Huren (Harlots, Fernsehserie, 2 Folgen)

## Auszeichnungen
- 2000: International Fantasy Film Award als „Bester Darsteller“ in Die neun Leben des Tomas Katz